# Evert Taubes värld
Evert Taubes värld var en upplevelseattraktion på Liseberg i Göteborg åren 2008–2016.
Attraktionen invigdes den 28 april 2008 efter att ha projekterats i 5 år. Evert Taubes Värld utsågs till Årets utställning 2009. På grund av vikande besökssiffror stängdes attraktionen för allmänheten inför 2016 års säsong.

## Upplevelsen
Attraktionen inleddes med att upp till 20 personer fick åka hiss upp i "Vinga fyr". På ovanplanet fanns åtta olika rum med olika teman och berättelser. I det första rummet, "Jag kommer av ett brusand' hav", fick besökarna besöka Vinga fyr och se en film med bilder från omgivningen av Vinga samtidigt som Evert Taubes son Sven-Bertil Taube läste ur faderns självbiografi och berättade om uppväxten på ön. I rummen blandades Evert Taubes liv och verk med modern teknik, och besökaren kunde själv välja fördjupningsgrad.

### Guidade visningar
Attraktionen kunde även upplevas i form av en guidad visning där en värd guidade besökaren genom Evert Taubes värld med fördjupningar, förklaringar och svar på frågor.

## Historia
Liseberg förvärvade ett parti föremål, brev, tavlor, skisser och möbler från Evert Taubes dödsbo som tidigare hade legat magasinerade i Stockholm under flera år. Även nöjesparken Gröna Lund hade fått en förfrågan, men tackat nej. Byggnaden på Liseberg började byggas 2007 vid Spegeldammen. Den var inspirerad av den gamla Konserthallen, som legat på samma plats mellan 1923 och 1973. Upplevelsecentret var cirka 500 kvm stort. Byggnaden innehåller även restaurang, café och den närliggande ”Taubescenen”.
Under premiärsäsongen sommaren 2008 besökte cirka 100 000 gäster Evert Taubes Värld, som fick goda recensioner. Lisebergs ledning hade räknat med 250 000 besökare per år, men antalet sjönk påföljande säsonger till endast omkring 30 000 besökare. Därför stängdes attraktionen inför 2016 års säsong. I april 2017 öppnade istället i samma byggnad den interaktiva utställningen Klubbland om den nutida musikartisten Håkan Hellström. Efteråt stängdes attraktionen ner och nu är platsen helt tom.